# Tatiana Terekhova
Pour les articles homonymes, voir Terekhova.
Tatiana Guennadievna Terekhova (en russe : Татья́на Генна́дьевна Те́рехова), née le 21 janvier 1952 à Léningrad (URSS), est une ballerine et pédagogue russe.

## Carrière
Tatiana Terekhova naît en 1952 à Léningrad. En 1970, elle termine l'Académie de ballet Vaganova ayant eu Elena Chiripina comme professeur et est admise au Théâtre Kirov (aujourd'hui Mariinsky) où elle interprète de grands rôles. Elle est la veuve de Sergueï Berejnoï (1949-2011), danseur du Théâtre Mariinsky.

## Rôles principaux
- Le Lac des cygnes d Tchaïkovsky : Odette
- La Fleur de pierre de Prokofiev : la reine de la Montagne de Cuivre
- La Sylphide de Schneitzhoeffer : Sylphide
- La Belle au bois dormant de Tchaïkovsky : Aurore et la Fée Diamant
- Paquita de Minkus : soliste
- Don Quichotte de Minkus : Quitterie
- Flammes de Paris d'Assafiev : Jeanne
- Laurencia de Krein, chorégraphie de Vakhtang Tchaboukiani : Laurencia
- La Bayadère de Minkus : Gamzatti
- Chouralé d'Iaroulline : la princesse Suimbiké

## Hommages
- Lauréate du concours international des artistes de ballets de Moscou (1977)
- Artiste du Peuple de RSFSR (1983)
- Lauréate du concours international des artistes de ballet d'Osaka (1984)

## Filmographie
- 1983 : Diane et Actéon (série Les Étoiles du ballet russe) : Tatiana Terekhova et Nikolaï Kovmir